# Isis (Lully)

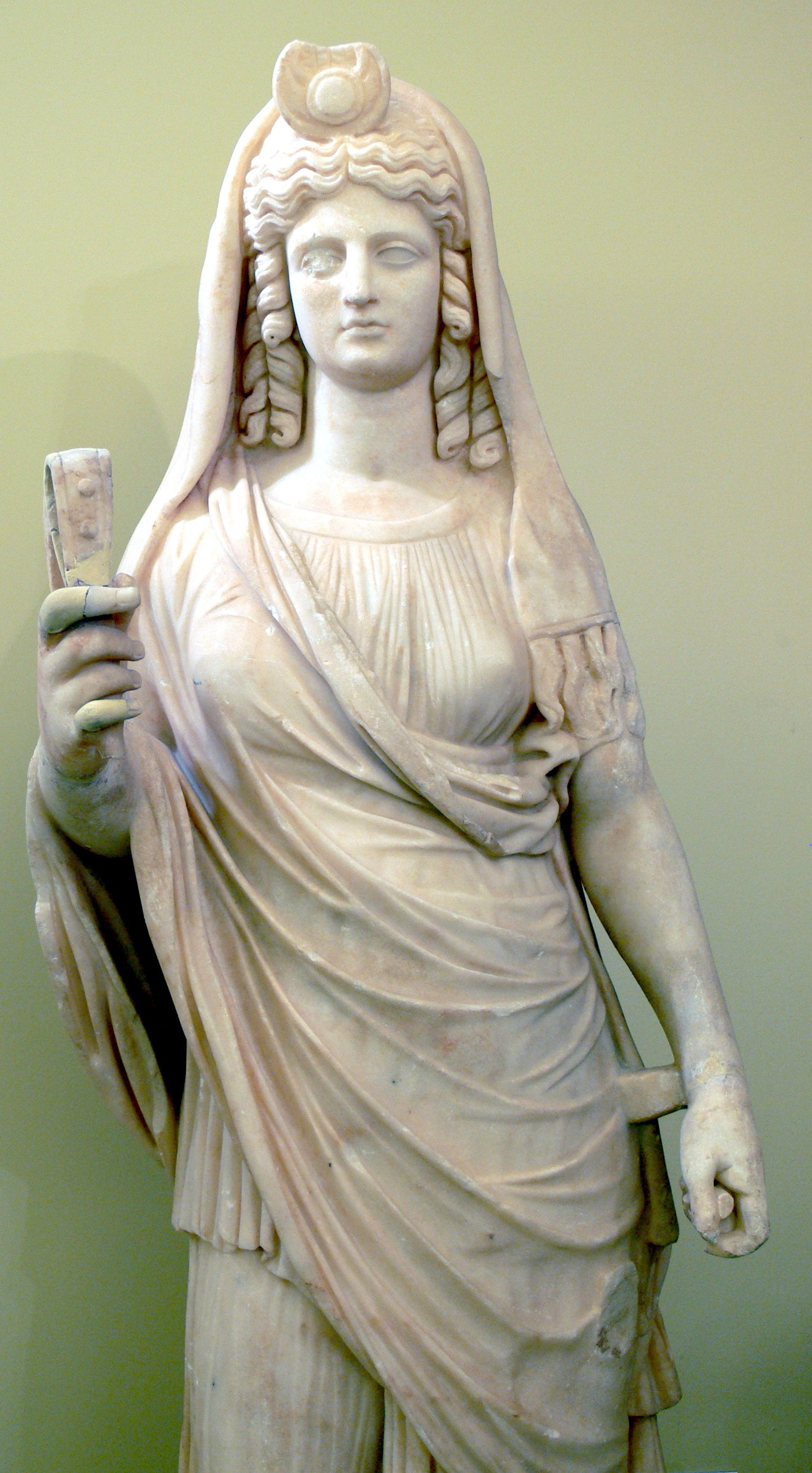
Isis

Isis és una tragèdia lírica la qual l'autor és Jean-Baptiste Lully. El llibret és d'en Philippe Quinault, basat en Les metamorfosis d'Ovidi. Té un pròleg i cinc actes. Es va estrenar a la Cort de Saint Germain-en-Laye, el 5 de gener de 1677.

## Personatges
- Júpiter (baríton)
- Io (soprano)
- Juno (soprano)
- Argus (baríton)
- Mercuri (contratenor)
- Hierax (baríton)
- Fúria (contratenor)

## Sinopsi
Júpiter corteja la nimfa Io. La gelosa Juno empresona Io sota el control dels cent ulls d'Argus.Mercuri ajuda Io a escapar i converteix en ocell Hierax (amant d'Io) quan tracta d'intervenir.
Llavors Juno ordena una Fúria que turmenti Io.
Després d'una sèrie de tortures, Io invoca desesperadament a Júpiter.
Júpiter promet fidelitat a Juno si perdona la vida a Io.
Juno fa Io immortal, la transforma en la divinitat egípcia Isis.

## Comentaris
Isis va causar un escàndol a l'estrena, amb el resultat que Quinault va ser foragitat temporalment de la cort.
Io i Juno es pensava que representaven Mme de Ludres, la nova favorita del rei, i Mme de Montespan, la seva amant gelosa.